# Hôpital Al-Shifa
L'hôpital Al-Shifa (arabe : مستشفى الشفاء ; Mustašfā š-Šifāʾ), également connu sous le nom d'hôpital Dar al-Shifa (arabe : مستشفى دار الشفاء ; Mustašfā Dār aš-Šifāʾ), est le plus grand complexe médical et hôpital central de la bande de Gaza, situé dans le quartier de Rimal, dans la ville de Gaza (gouvernorat de Gaza). 
Au xxie siècle, l'hôpital occupe une place centrale lors des conflits de la bande de Gaza avec Israël.  

## Histoire
À l'origine caserne de l'armée britannique, le site est transformé en établissement de santé, le Dar al-Shifa ou « maison de guérison », par le gouvernement britannique de la Palestine mandataire en 1946. L'hôpital est agrandi sous l'administration égyptienne de Gaza, puis a subi une rénovation et un agrandissement majeurs sous l'administration israélienne dans les années 1980, reflétant les tendances modernistes de l'architecture israélienne et en imitant particulièrement les façades de l'École des beaux-arts Bezalel à Jérusalem.
Au xxie siècle, l'hôpital occupe une place centrale des conflits de la bande de Gaza avec Israël. Pendant la guerre de Gaza de 2008-2009, une grande partie de la couverture médiatique provient de correspondants travaillant dans l'hôpital.   

### Guerre de Gaza de 2014
Dans un rapport publié en 2015, l'ONG Amnesty International accuse le Hamas d'avoir interrogé, torturé et exécuté des Palestiniens accusés d'avoir collaboré avec Israël, dans une enceinte désaffectée de l'hôpital al-Shifa, durant l'offensive militaire israélienne contre Gaza de 2014,.
Médecins Sans Frontières dénonce le 29 juillet 2024 une frappe sur l'établissement, qui ne fait pas de victime, et rappelle que « le ciblage des hôpitaux ou de leurs environs est une violation grave du droit international humanitaire. »

### Guerre à Gaza depuis 2023
Le 3 novembre 2023, lors de l'invasion israélienne de la bande de Gaza, une frappe aérienne israélienne tombe sur un convoi d'ambulances devant l'hôpital. Selon le Croissant-Rouge palestinien, le bombardement a tué quinze personnes.
À partir du 12 novembre, Tsahal assiège l'hôpital, sur la base de renseignements selon lesquels le centre de commandement du Hamas se trouve sous le bâtiment,. Israël accuse également le Hamas d'utiliser l'hôpital comme « bouclier humain » pour se protéger des attaques, et affirme que des militants du Hamas interrogés après leur capture ont confirmé ces allégations. Le Hamas et la direction du centre hospitalier ont nié les allégations et ont demandé l'ouverture d'une enquête indépendante. Le directeur général d’al-Chifa, Mohammed Abou Salmiya (ar), a demandé la venue d’experts internationaux pour constater que l'hôpital ne servait pas de base opérationnelle au mouvement islamiste.
Des milliers de blessés et de personnes déplacées sont bloquées dans l'hôpital, soumis à d'intenses bombardements,. La situation s’inscrit dans le cadre d’une grave crise sanitaire à Gaza. L’hôpital manque rapidement d’électricité, de nourriture et de fournitures médicales. Le dernier générateur est tombé en panne de carburant, provoquant la mort de trois bébés prématurés et de quatre autres patients.
Le 14 novembre, le porte-parole du Conseil de sécurité nationale des États-Unis, John Kirby, déclare que les renseignements américains confirment les affirmations israéliennes selon lesquelles le Hamas dispose de centres de commandement et de dépôts de munitions dans les hôpitaux gazaouis, y compris l'hôpital al-Shifa, ce qui constitue un crime de guerre. Toujours selon John Kirby, dans ces hôpitaux et dans les tunnels situés en dessous, le Hamas mènent des opérations militaires et cachent des otages. 
Le lendemain, des soldats israéliens pénètrent à l’intérieur du complexe de l'hôpital, pour mener une opération « ciblée [...] contre le Hamas dans un secteur spécifique de l'hôpital ». Israël indique que l'armée y est entrée « sur la base de renseignements exploitables » et avoir trouvé dans la zone d'imagerie médicale IRM des armes, des équipements militaires et de combat et des équipements technologiques. Dans un autre service, les soldats trouvent un centre de commandement opérationnel et des équipements technologiques du Hamas - allégations que le Hamas dément immédiatement, ainsi que la direction du centre hospitalier, par la voix de son directeur général Mohammed Abou Salmiya. Cependant, Tsahal ne trouve pas de trace d'otages. Pour le journaliste Wassim Nasr, les preuves trouvées par les Israéliens et montrées dans leurs vidéos ne sont « pas à la hauteur d'un centre de commandement, mais au mieux de la sécurité de l'hôpital ou d'un poste de police du Hamas ». Le CICR et l'OMS se disent « horrifiés » puis « extrêmement inquiets » de la situation pour les personnels médicaux, les patients et les nombreux civils réfugiés dans l'enceinte hospitalière, alors que Tsahal poursuit ses opérations. Dans la soirée, les chars israéliens se retirent de l'hôpital pour se repositionner autour du complexe hospitalier.  
Le 19 novembre 2023, Tsahal et le Shin Bet produisent de nouvelles images indiquant la présence d'un réseau de tunnels sous l'hôpital. Ceux-ci ont été construits par Israël, selon l'ancien premier ministre israélien Ehud Barak, lorsqu'Israël occupait Gaza. Par la suite, Tsahal déclare avoir forcé une porte anti-explosion à l’extrémité d’un des tunnels, et publie deux images à ce propos. Israël publie également des images de surveillance de l’hôpital datées du 7 octobre qui montreraient des hommes du Hamas amenant au centre hospitalier un citoyen népalais blessé et un citoyen thaïlandais précédemment enlevés en Israël le 7 octobre. D’autres de ces images montreraient des terroristes du Hamas à l’intérieur de l’hôpital et à l’extérieur des chambres des otages, ainsi que des véhicules volés de l'armée israélienne amenés au centre hospitalier.
Dans une interview accordée à France24, un médecin britannique, qui déclare avoir été membre du personnel d'al-Shifa et dans d’autres hôpitaux de Gaza et de Cisjordanie pendant trois mois en 2021, affirme qu’il ne pouvait pas se rendre dans certaines zones de l’hôpital sous peine d’être abattu, et que le personnel de l’hôpital craignait bien plus d’être persécuté par le Hamas qu'être éventuellement frappé par l'armée israélienne.
Le 22 novembre, Israël arrête Mohammed Abou Salmiya, directeur général de l'hôpital - qui a toujours nié que l’hôpital serait utilisé par le Hamas - alors qu’il tentait d'évacuer vers le sud de la bande de Gaza via un corridor humanitaire ouvert par Tsahal, ainsi que cinq autres personnels de santé, pour être interrogés par les services de renseignement de Tsahal.
L’armée israélienne assiège à nouveau l'hôpital Al-Shifa en mars 2024, où des milliers de Gazaouis sont réfugiés depuis des semaines, affirmant rechercher des commandants du Hamas et du Jihad islamique. Elle lance un raid, appuyé par des chars et des bombardements aériens, à partir du 18 mars. Selon le témoignage d'un membre du personnel soignant : « Nous avons été prévenus que toute personne qui s’aventurait dehors serait prise pour cible par des tireurs d’élite. Nous ne pouvons pas sortir pour secourir les victimes dans la cour. Des familles qui ont tenté d’évacuer l’hôpital ont été ciblées. Il y a des morts. Nous sommes assiégés. Sans eau ni électricité. Ils nous ont littéralement coupé du monde extérieur. » 
Le 22 mars, alors que les opérations sont toujours en cours, l'armée israélienne affirme avoir tué ou capturé des centaines de « terroristes » en quatre jours de combats. Treize patients sont morts depuis le début de l’incursion, parmi lesquelles quatre personnes placées sous respirateur dans l’unité de soins intensifs, après que l’électricité a été coupée. Ce même jour, l'armée israélienne menace de dynamiter l’établissement si les réfugiés et patients qui s'y trouvent encore n'évacuent pas. La défense civile et le Croissant-Rouge indiquent ne pas être en mesure de répondre aux appels à l’aide de la population, toute la zone étant bouclée par Tsahal et les alentours bombardés. Au cours de ce raid, Tsahal annonce avoir tué plusieurs hauts gradés du Hamas, dont Ra'ad Thabet présenté comme étant responsable des ressources humaines et de l’approvisionnement du Hamas ainsi qu'étant un des dix plus hauts gradés de la branche armée du Hamas, et également Zakaria Najib qui avait participé a l'enlèvement de Nachson Wachsman en 1994 et avait été libéré dans le cadre de l'accord Shalit,.